# Johannes Voigt
Johannes Voigt, född den 27 augusti 1786 i Bettenhausen i Sachsen-Meiningen, död den 23 september 1863 i Königsberg, var en tysk historieskrivare, far till Georg Voigt. 
Voigt blev 1812 docent i Halle och författade som sådan verket Hildebrand als Papst Gregor VII und sein Zeitalter (1815; 2:a upplagan 1846). År 1817 kallades han till chef för stadsarkivet i Königsberg och blev 1823 professor i medeltidens och nyare tidens historia vid Königsbergs universitet. 
Voigt ägnade därefter sina betydande krafter huvudsakligen åt forskningar i provinsen Preussens hävder. Hans förnämsta arbete på detta område är Geschichte Preussens von den ältesten Zeiten bis zum Untergange der Herrschaft des Deutschen Ordens (9 band, 1827-39), vartill slöt sig utgivningen av  "Codex diplomatiens prussicus" (6 band, 1836-61) med flera publikationer. 
Därmed förvärvade han sig hedersnamnet "den preussiska historieskrivningens fader". Av Voigts övriga arbeten kan nämnas Geschichte Marienburgs (1824), Geschichte des Deutschen Ritterordens in seinen zwölf Balleien in Deutschland (2 band, 1857-59) och Handbuch der Geschichte Preussens bis zur Reformation (3 band, 1842-43).